# 趙興邦 (明朝)
趙興邦（？—？），字儆言，號澹含，直隸真定府趙州高邑縣人，明朝政治人物、進士出身。西林（東林黨反对派）一等。

## 生平
萬曆二十五年丁酉科順天府鄉試第一百一名舉人，二十九年（1601年）辛丑科進士，吏部觀政，萬曆三十二年任河南通許縣知縣。三十八年行取考选，四十年擢授兵科给事中，四十七年任會試同考官，本年回籍。泰昌元年（1620年）升河南睢陈道参政，天啓三年京察去職。天啓五年起補禮科給事中，晋左给事中，十二月升吏科都給事中。天启六年（1626年）正月，升太常寺少卿，提督四夷館。户部尚书冯铨贪贿太甚，为崔呈秀所嫉，崔呈秀说服魏忠贤罢免冯铨，赵兴邦与曹钦程作为冯铨党羽，也于同年闰六月被免官闲住。崇祯二年被革职为民。

## 家族
曾祖趙承恩，知縣；祖趙三省，廪生；父趙賓，寿官。